# Губар Олександр Іванович
Олександр Іванович Губар (нар. 1932 р. в с. Ярошівка Талалаївського району, Сумська область — † 5 вересня 2003 року, Сімферополь) — український науковець, літературознавець, критик, публіцист, педагог, професор Таврійського національного університету ім. В. І. Вернадського. Член Національної спілки письменників України. Лауреат літературної премії імені Степана Руданського Кримського фонду культури (1966 р.) Заслужений працівник культури Автономної Республіки Крим" (2001 рік). Член НТШ.

## Біографія
Закінчив Роменську залізничну середню школу. (м. Ромни).
Навчався у Київському державному університеті на французькому відділенні факультету іноземних мов. Пішки подолав шлях евакуації під час другої світової війни. Лікувався і працював учителем іноземної мови в м. Карші та на станції Карші (Узбекистан).
У 1944 р. продовжував навчання в Чернівецькому державному університеті. У 1946 р. закінчив українське відділення філологічного факультету цього університету, отримав диплом з відзнакою. Працював асистентом кафедри української літератури. Закінчив аспірантуру і захистив кандидатську дисертацію з філологічних наук. Тема кандидатської дисертації — творчість Павла Тичини 1917–1934 років.
З 1962 року жив у Сімферополі. Працював на кафедрі української літератури Сімферопольського державного університету спочатку доцентом, з 1993 року професором кафедри. Спеціалізація: історія сучасної української літератури, вступ до літературознавства, спецкурс про творчість письменників, закатованих у сталінських ГУЛАГах.

## Творчий доробок
Автор книг: «Павло Тичина. Літературний портрет» (К., 1958), «Павло Тичина. Літературний портрет». Друге видання (К., 1962), «Павло Тичина». Літературно-критичний нарис" (К., 1981), «Павло Тичина. Семінарій» (у співавторстві з Л. Чернецем), (К., 1984), «Літературна Буковина» (в співавторстві), (К., 1967), «Кому служать егоїсти?» (в співавторстві), (Чернівці, 1957), «Чорноморська хвиля» (Донецьк:Український культурологічний центр, 1994, 1995). Підготував рукопис книги «Глибока дружби течія» про трагедію таланту П. Г. Тичини, яку запланувало видавництво «Український письменник», але досі не видало з відомих причин.
О. Губар — автор декількох сотень критичних статей про класиків Т. Шевченка, І. Франка, М. Коцюбинського, Лесю Українку, О. Кобилянську, а також багатьох митців пожовтневої літератури.

## Редакційна і громадська діяльність
Він понад 20 років був редактором республіканського наукового збірника «Українське літературознавство». Був членом комісії з критики та літературознавства СПУ, керівником секції критики Кримської республіканської організації СПУ. Член президії кримського відділення товариства «Україна». Заступник голови Кримського товариства української культури. Учасник Другої Світової війни.